# Selsko Brdo
Selsko Brdo es una localidad de Croacia en el municipio de Pisarovina, condado de Zagreb.

## Geografía
Se encuentra a una altitud de 148 m s. n. m. a 38 km de la capital nacional, Zagreb.

## Demografía
En el censo 2011, el total de población de la localidad fue de 108 habitantes.